# Eutelsat 117 West A
O Eutelsat 117 West A, anteriormente denominado de Satmex 8, é um satélite de comunicação geoestacionário construído pela Space Systems/Loral (SS/L), ele está localizado na posição orbital de 117 graus de longitude oeste e foi operado inicialmente pela Satmex e é atualmente operado pela Eutelsat. O satélite foi baseado na plataforma LS-1300 e sua vida útil estimada é de 15 anos.

## História
Ele foi lançado para substituir o Satmex 5, ele está localizado na posição orbital de 116,8 graus oeste. e está sendo usado para fornecer serviços de comunicação para a América do Norte, América Central e América do Sul,  com transmissões de banda larga, voz e dados, e serviços de transmissão de vídeo.
O modelo do satélite é um SSL 1300E e leva vinte e quatro transponders de banda C operando com 36MHz e quarenta transponders em banda Ku que opera com com 36MHz.
O satélite Satmex 8 foi adquirido pela Eutelsat em sua fusão com a Satmex em 2014, e renomeado em maio do mesmo ano para Eutelsat 117 West A.

## Lançamento
O satélite foi lançado com sucesso ao espaço no dia 26 de março de 2013, às 19:06:48 UTC, por meio de um veículo Proton-M/Briz-M a partir do Cosmódromo de Baikonur, no Cazaquistão. Ele tinha uma massa de lançamento de 5.474 kg.

## Cobertura e cobertura
O Eutelsat 117 West A é equipado com 24 transponders em banda C e 40 em banda Ku para fornecer serviços de comunicações via satélite para o território continental dos Estados Unidos até a Argentina, assim como no Caribe, toda a América Latina e as principais cidades do Brasil.